# Правова система Хорватії
Правова система Хорватії належить до романо-германської правової сім'ї. Право Хорватії
засноване на принципах, викладених в Конституції Хорватії і гарантованих Конституційним судом Республіки Хорватії.

## Історія
В VI - VII ст. на території країни проживали слов’яни.  У 1102 році, зберігши своє самоврядування, Хорватія опинилася під владою угорців. Кінець XVI ст. ознаменувався тим, що велику частину країни захопила Османська імперія, а вже у XVII ст. її відвоювали Габсбурги. 
За часів Австрійського панування на території Югославії, в Хорватії утворилася своя правова система. Вона багато в чому зазнала впливу німецької і австрійської правових систем. Зокрема, значний вплив на неї мало Австрійське загальне цивільне уложення (1811 р.), відоме в Хорватії як Opći građanski zákon (OGZ) (Загальне цивільне право), яке діяло з 1853 по 1946 рік та деякі положення якого застосовуються і у наш час.
У 1918 році структуру Хорватії становило Королівство сербів, хорвати і словени. Пізніше, аж в 1929 році цей склад стали називати Королівство Югославія. Після фашистської окупації в квітні 1941 року було оголошено про створення незалежної держави Хорватія. З 1945 по 1991 р Хорватія входила до складу Федеративної Народної Республіки Югославії (потім Соціалістичної Федеративної Республіки Югославії - СФРЮ) як одна з її 6 республік.
З 1946 року почалися зміни в законодавстві. Все старе-відмінили,  а у 1974 році прийняли Конституцію, яка наділила більшими правами союзні республіки. В другій половині 1970 років в Хорватії було запроваджено власне цивільне і кримінальне законодавство, що ґрунтувалося на установлених на федеральному рівні основах законодавства. 
1990 рік в країні ознаменувався проведенням виборів, переможцями яких стали прихильники самостійної республіки. Після затвердження 23 грудня 1990 року нової Конституції, відразу у травні 1991 року, пройшов референдум, в якому головним питанням була повна незалежність Хорватії (майже всі люди проголосували «ЗА»).
Цього ж року в Хорватській правовій системі відбулися зміни, завданням яких було створення законодавства для незалежної держави з вільною ринковою економікою.
За формою державного правління Хорватія є республікою, яка стала незалежною 25 червня 1991 року, а лише з 8 жовтня 1991 року країна повністю визнала свою самостійність від Югославії, і попередня правова система була використана як основа для формування нового законодавства. Наприклад, Закон про зобов’язання (Zakon о obveznim odnosima) в 2005 році.

## Загальна характеристика
В даний час основним джерелом права в Хорватії є закони та інші нормативні акти. Найвищу силу має  Конституція, потім закони, які прийняв парламент; декрети, котрі видав Президент в надзвичайному порядку, декрети уряду в порядку делегованого законодавства, звичайні декрети видані урядом, підзаконні акти міністерств на виконання законів і декретів уряду і підзаконні акти, які видають органи місцевого самоврядування, згідно зі своєю компетенцію.
Укладені, ратифіковані та опубліковані згідно з Конституцією міжнародні угоди, мають вищу силу над законами та складають важливу частину внутрішнього правопорядку Хорватії.  
Сьогодні, Хорватія як країна-член Європейського Союзу імплементує елементи нормативно-правової бази ЄС до своєї правової системи.

## Цивільне та суміжні з ним галузі права
Незалежна держава Хорватія, яка була маріонеткою в руках нацистів, створена в 1941 році під час Другої світової війни і використовувала OGZ як основу для Цивільного кодексу Незалежної держави Хорватії (Osnova građanskoga zakona za Nezavisnu Državu Hrvatsku) (1943). Після війни Хорватія стає членом югославської федерації, яка в 1946 році прийняла Закон про негайне анулювання норм, прийнятих до 6 квітня 1941 року і під час ворожої окупації (Zakon о nevaženju pravnih propisa doneseni prije 6. travnja 1941. і za vrijeme neprijateljske okupacije). За цим законом OGZ був визнаний недійсним в цілому, але була схвалена реалізація деяких його правових норм.
У післявоєнний період хорватська правова система зазнала впливу елементів соціалістичного права. Хорватське цивільне право було відсунуте в бік, воно сприйняло норми публічного права та соціалістичний підхід до правового регулювання власності
З 1974 року в Хорватії вже було запроваджено власне цивільне і кримінальне право, але досі жодне не кодифіковано. Майнові відносини врегульовані «Законом про власність і інші речові права» (17 жовтня 1996 р.), в основу якого покладено югославський «Федеральний закон про основні майново-правові відносини» (31 січня 1980 р .); спадкові відносини регулюються югославським «Федеральним законом про спадкування» (12 липня 1965 р.), котрий затвердили як республіканський на основі ст.24 закону Конституції «Про здійснення Конституції Республіки Хорватія». 
Також існували Закон про доповнення Закону про спадкування (6 грудня 1978 року), Закон про зобов'язальні відносини (1991 року), деякі закони, котрі регулюють колізійне право, вексельний обіг та позовну давність.
Ще з 1960 року Югославія вийшла на той рівень, де ринкові відносини були переважаючими. Тому, усунувши обмеження котрі впливали на приватну ініціативу, влада модернізувала цивільне законодавство і прийняла нові закони (про концесії (1992), про комерційні компанії (1993), про банківську діяльність (1993), про торгівлю (1996)) пов’язані з підприємницькою діяльністю. 
У 1991 році був прийнятий закон, згідно з яким громадські підприємства стали акціонерними товариствами.
1994 рік ознаменувався створенням Міністерства приватизації, а 1 березня 1996 року парламент утвердив закон, котрий вніс зміни до самої процедури приватизації.

## Кримінальне право і процес
Внаслідок кодифікаційної діяльності комісії, яку створила Марія-Тереза, у  1768 році було створено кримінальний "Терезіанській кодекс". До цього часу діяло партикулярне право окремих земель, а щодо відносно незначних злочинів діяло звичаєве прав.
В Хорватії та Славонії не діяли австрійські кримінальні кодекси 1787 та 1803 років, а діяв австрійський кодекс 1852 року зі значними доповненнями хорватськими законами, такими як скасування тілесних покарань (1872 р.), умовно-дострокове звільнення (1875 р.), примусове виховання неповнолітніх (1902 р.), охорона права на електричну енергію (1910 р.) та багато інших. 
1875 рік відзначився прийняттям Кримінально-процесуального кодексу, який став першим в історії Хорватії.
В 1929 році в Королівстві Югославія було прийнято Кримінальний кодекс, а в 1930-Кримінально-процесуальний. 
Зі створенням федеративної Югославії, також створили новий Кримінальний (1951 р.) та Кримінально-процесуальний (1953 р.) кодекси. Згідно з Конституцією 1974 року Загальна частина Кримінального кодексу та відповідальність за загально федеральні злочини входять до компетенції федерації, а Особлива частина цього ж кодексу – до компетенції республік. 
З 1977 р набули чинності нові союзні КК і КПК. Того ж року в Хорватії, було прийнято власний Кримінальний кодекс (Особлива частина), який діє навіть після оголошення незалежності в 1991 р. 
У 1990 році скасували смертну кару. 
З 1990 року набули вагомості рішення, котрі виносив Конституційний суд.
У 1993 році відбулося прийняття двох кримінальних законів. Перший містив у собі Загальну частину КК, а другий-доповнення до Основної. Взагалі, ці закони майже нічим не відрізнялися від КК Югославії, але були змінені положення СФРЮ щодо політичних та ідеологічних поглядів.
У 1990 році було прийнято нову Конституцію, в якій, згідно з міжнародними стандартами, влада зафіксувала принципи демократичного кримінального провадження. Наприклад, в конституції говориться, що існує обов’язкова судова санкція, завдяки якій може здійснюватися арешт. Також, в ній закріплено право на звільнення під заставу. 
В 1997 році були прийняті нові КК і КПК та Закон про суди для молоді, а лише з 1 січня 1998 року вони набрали чинності.

## Судова система. Органи контролю
До Судової системи Хорватії входять: Верховний суд,який гарантує рівність всіх громадян перед законом, Конституційний суд, який здійснює конституційний контроль, Адміністративний суд, а також муніципальні та районні суди. Ще в Хорватії існують Торгові суди, які розглядають справи, пов’язані з суперечками між підприємцями.
Хорватія має орган, який називається Висока рада судової влади Республіки. 
Склад: Голова ради і 14 членів. Обираються з видатних юристів терміном на 8 років. 
До його компетенції входить:
- призначення та звільнення з посади судді;
- призначення та звільнення з посади прокурора;
- притягнення до дисциплінарної відповідальності суддів та прокурорів.

Конституційний суд Хорватії складається з 11 суддів.

###### Функції Конституційного суду:
- про відповідність законів Конституції,

- про відповідність інших нормативних правових актів Конституції і законам;
- захищає конституційні права і свободи людини і громадянина;
- вирішує спори про компетенцію між законодавчою, виконавчою та судовою гілками влади;
- бере участь в процедурі імпічменту щодо Президента Республіки,
- контролює конституційність програм і діяльність політичних партій та може відповідно до Конституції забороняти їхню діяльність;
- контролює конституційність і законність виборів і республіканських референдумів,
- дозволяє виборчі суперечки, які не підпадають під юрисдикцію інших судів
- анулює закон, якщо визнає його неконституційним, а також інший правовий акт, визнаний таким, що не відповідає Конституції і законам.

Законодавчим органом в Хорватії є парламент, щє його називають Хорва́тський са́бор, який складається з депутатів, кількість яких становить від 100 до 160. 
В країні існує парламентський уповноважений з прав людини - омбудсман.. Дана посада діє від 25 вересня 1992 р.
В 1990-2001рр. у Хорватії існував двопалатний парламент, який складали палата Жупаній та палата Представників.
До їх функцій належать:
- обрання Голови та членів Високої ради судової палати Республіки
- обрання складу Конституційного суду;
- обрання омбудсмана терміном на 8 років.[6]